# Copa del Rey de 2023–24
A Copa del Rey de futebol de 2023–24 foi a 120º edição da competição nacional por eliminatórias do futebol espanhol. O vencedor ganha uma vaga na fase de grupos da Liga Europa da UEFA de 2024–25. O campeão e vice-campeão ganham vaga na Supercopa da Espanha de 2024–25.
O detentor do título é o Real Madrid, após vencer o Osasuna na edição passada.

## Formato
No formato atual da Copa del Rey, um total de 120 equipes jogam, divididas nas seguintes categorias:
Para chegar à final, serão disputadas seis fases eliminatórias, todas em uma única partida, exceto as semifinais, que serão disputadas no formato de ida e volta. Na primeira rodada eliminatória, as 10 equipes da Prévia Interterritorial serão emparelhadas com as 10 da Primeira Divisão. As 28 equipes restantes da Primeira e Segunda Divisão serão emparelhadas com as 4 da Copa RFEF, as 21 equipes da Terceira Divisão e três da Segunda B. As demais equipes da Segunda B se enfrentarão, ficando uma delas fora desta primeira eliminatória. As equipes que participam da Supercopa não jogarão até a terceira fase. A primeira fase é composta por 56 jogos, com 111 times participantes. Os vencedores terão acesso à segunda fase.

## Cronograma
| Fase                    | Data do sorteio        | Datas dos jogos                      |
| ----------------------- | ---------------------- | ------------------------------------ |
| Prévia interterritorial | 27 de setembro de 2023 | 11-12 de outubro de 2023             |
| Primeira fase           | 17 de outubro de 2023  | 31 de outubro-2 de novembro de 2023  |
| Segunda fase            | 15 de novembro de 2023 | 22 de novembro-7 de dezembro de 2023 |
| Terceira fase           | 12 de dezembro de 2023 | 6-8 de janeiro de 2024               |
| Oitavas de final        | 8 de janeiro de 2024   | 16-18 de janeiro de 2014             |
| Quartas de final        | 19 de janeiro de 2024  | 23-25 de janeiro de 2024             |
| Semifinais              | 26 de janeiro de 2024  | 27-29 de fevereiro de 2024           |
| Finais                  | 26 de janeiro de 2024  | 6 de abril de 2024                   |

## Participantes

### La Liga
As 20 equipes da La Liga de 2022–23; as quatro equipes calssificadas para a Supercopa da Espanha de 2023–24 entrarão na Terceira fase.
| - Almería            |
| - Athletic Bilbao    |
| - Atlético de Madrid |
| - Barcelona          |
| - Cádiz              |

| - Celta de Vigo |
| - Elche         |
| - Espanyol      |
| - Getafe        |
| - Girona        |

| - Mallorca       |
| - Osasuna        |
| - Rayo Vallecano |
| - Betis          |
| - Real Madrid    |

| - Real Sociedad |
| - Valladolid    |
| - Sevilla       |
| - Valencia      |
| - Villarreal    |

### Segunda División
Todas os times, excluindo os reservas, da temporada 2022–23.
| - Alavés    |
| - Albacete  |
| - Andorra   |
| - Burgos    |
| - Cartagena |
| - Eibar     |

| - Granada    |
| - Huesca     |
| - Ibiza      |
| - Las Palmas |
| - Leganés    |

| - Levante      |
| - Lugo         |
| - Málaga       |
| - Mirandés     |
| - Ponferradina |

| - Racing Santander  |
| - Real Oviedo       |
| - Sporting de Gijón |
| - Tenerife          |
| - Zaragoza          |

### Primera División RFEF
Os cinco melhores times, não reservas, de cada grupo da temporada 2021–22.
| - Alcorcón   |
| - Amorebieta |
| - Castellón  |

| - Deportivo La Coruña |
| - Eldense             |
| - Gimnàstic           |

| - Linares     |
| - Real Murcia |

| - Racing Ferrol |
| - Unionistas    |

### Segunda División RFEF
Os cinco melhores times, não reservas, de cada um dos cinco grupos da temporada 2022–23
| - Antequera            |
| - Arenteiro            |
| - Atlético Sanluqueño  |
| - Cacereño             |
| - Compostela           |
| - Gernika              |
| - Gimnástica Segoviana |

| - Guijuelo       |
| - Hércules       |
| - Manresa        |
| - Melilla        |
| - Navalcarnero   |
| - Peña Deportiva |

| - Real Avilés          |
| - Recreativo de Huelva |
| - Sestao               |
| - Tarazona             |
| - Teruel               |
| - Terrassa             |

| - Tudelano     |
| - UCAM Murcia  |
| - Utebo        |
| - Villanovense |
| - Yeclano      |
| - Zamora       |

### Tercera División RFEF
Todos os campeões de cada grupo, excluindo os times reservas, e os sete melhores segundos colocados com melhor coeficiente.
| - Águilas            |
| - Andratx            |
| - Arandina           |
| - Arosa              |
| - Atlético Antoniano |
| - Atlético Astorga   |
| - Atzeneta           |

| - Azuaga    |
| - Barakaldo |
| - Barbastro |
| - Cayón     |
| - Covadonga |
| - Europa    |

| - Real Jaén       |
| - Llerenense      |
| - Lorca Deportiva |
| - Manacor         |
| - Manchego        |
| - Marbella        |

| - Mensajero      |
| - Náxara         |
| - Orihuela       |
| - Ursaria        |
| - Valle de Egüés |
| - Varea          |

### Copa Federación
Os quatro semifinalistas da Copa Federación de 2023.
| - Badalona Futur |

| - San Roque |

| - Talavera |

| - Logroñés |

### Ligas Regionais
20 equipes das ligas regionais.
| - Atlético Lugones |
| - Boiro            |
| - Buñol            |
| - Ceuta 6 de Junio |
| - Chiclana         |

| - Deportivo Murcia  |
| - Hernán Cortés     |
| - Mijas-Las Lagunas |
| - Melilla           |
| - Monte             |

| - Pradejón       |
| - Quintanar      |
| - Rotlet Molinar |
| - Rubí           |
| - Santrutzi      |

| - Sauzal           |
| - Tardienta        |
| - Turégano         |
| - Unión Zona Norte |
| - Zirauki          |

## Prévia interterritorial
Nesta fase preliminar, que aconteceu em 11 e 12 de outubro de 2023, participam os campeões de cada uma das vinte federações territoriais emparelhados sob critérios de proximidade geográfica.
| Jogo | Equipe 1          | Placar          | Equipe 2         |
| ---- | ----------------- | --------------- | ---------------- |
| 1    | Pradejón          | 1 – 2           | Atlético Lugones |
| 2    | Mijas-Las Lagunas | 0 – 1           | Chiclana         |
| 3    | Ceuta 6 de Junio  | 0 – 3           | Buñol            |
| 4    | Hernán Cortés     | 3 – 1           | Sauzal           |
| 5    | Turégano          | 3 – 1           | Santrutzi        |
| 6    | Tardienta         | 2 – 1           | Zirauki          |
| 7    | Rubi              | 0 – 0 (4–2 pen) | Rotlet Molinar   |
| 8    | Monte             | 0 – 1           | Boiro            |
| 9    | Melilla           | 1 – 3           | Deportivo Murcia |
| 10   | Quintanar         | 1 – 0           | Unión Zona Norte |

## Primeira Fase
Foi disputada por um total de 110 equipes das 115 equipes restantes, com exceção dos quatro times classificados para a Supercopa da Espanha 2022–23 e do Amorebieta, atual campeão da Primera Federación. Os 10 times vencedores da fase anteriores foram pareados com 10 times da La Liga, de forma que outros quatro times  da La Liga foram pareados com os semifinalistas da Copa Federación e os dois restantes com times da Terceira RFEF
O sorteio aconteceu em 24 de outubro de 2022, foram jogadas um total de 55 partidas, entre os dias 31 de outubro e 2 de novembro de 2023. Os ganhadores avançaram para a Segunda Fase.
| Jogo | Equipe 1             | Placar          | Equipe 2             |
| ---- | -------------------- | --------------- | -------------------- |
| 11   | Mensajero            | 0 – 2           | Espanyol             |
| 12   | Varea                | 0 – 3           | Levante              |
| 13   | Cacereño             | 2 – 3           | Castellón            |
| 14   | Talavera             | 0 – 2           | Almería              |
| 15   | Manacor              | 0 – 3           | Las Palmas           |
| 16   | Lorca Deportiva      | 0 – 4           | Eibar                |
| 17   | Atlético Lugones     | 0 – 6           | Rayo Vallecano       |
| 18   | San Roque            | 1 – 2           | Girona               |
| 19   | Badalona Futur       | 0 – 0 (2–4 pen) | Cádiz                |
| 20   | Azuaga               | 0 – 0 (2–3 pen) | Cartagena            |
| 21   | Peña Deportiva       | 1 – 5           | Valladolid           |
| 22   | Navalcarnero         | 0 – 1           | Alcorcón             |
| 23   | Llerenense           | 0 – 2           | Leganés              |
| 24   | Compostela           | 0 – 1           | Tenerife             |
| 25   | Náxara               | 1 – 2           | Melilla              |
| 26   | Barbastro            | 1 – 0           | Ponferradina         |
| 27   | UCAM Murcia          | 0 – 0 (6–7 pen) | Linares              |
| 28   | Quintanar            | 0 – 3           | Sevilla              |
| 29   | Turégano             | 0 – 4           | Celta de Vigo        |
| 30   | Atlético Astorga     | 1 – 0           | Andorra              |
| 31   | Valle de Egüés       | 1 – 0           | Teruel               |
| 32   | Atlético Antoniano   | 0 – 1           | Lugo                 |
| 33   | Jaén                 | 2 – 3           | Eldense              |
| 34   | Real Avilés          | 0 – 1           | Arenteiro            |
| 35   | Covadonga            | 1 – 3           | Deportivo La Coruña  |
| 36   | Ursaria              | 1 – 2           | Cayón                |
| 37   | Guijuelo             | 0 – 3           | Sporting de Gijón    |
| 38   | Zamora               | 2 – 2 (4–3 pen) | Racing Santander     |
| 39   | Manchego             | 1 – 3           | Antequera            |
| 40   | Arandina             | 1 – 0           | Real Murcia          |
| 41   | Terrassa             | 1 – 0           | Albacete             |
| 42   | Utebo                | 1 – 2           | Mirandés             |
| 43   | Europa               | 0 – 2           | Elche                |
| 44   | Barakaldo            | 0 – 0 (2–4 pen) | Málaga               |
| 45   | Tudelano             | 1 – 0           | Recreativo de Huelva |
| 46   | Gernika              | 0 – 2           | Unionistas           |
| 47   | Yeclano              | 2 – 0           | Deportivo La Coruña  |
| 48   | Orihuela             | 0 – 0 (6–5 pen) | Gimnàstic            |
| 49   | Tardienta            | 0 – 12          | Getafe               |
| 50   | Buñol                | 0 – 1           | Real Sociedad        |
| 51   | Boiro                | 0 – 4           | Mallorca             |
| 52   | Águilas              | 0 – 1           | Huesca               |
| 53   | Andratx              | 3 – 2           | Tarazona             |
| 54   | Marbella             | 1 – 3           | Racing Ferrol        |
| 55   | Manresa              | 1 – 2           | Real Oviedo          |
| 56   | Hernán Cortés        | 1 – 12          | Betis                |
| 57   | Rubí                 | 1 – 2           | Athletic Bilbao      |
| 58   | Chiclana             | 0 – 5           | Villarreal           |
| 59   | Arosa                | 3 – 0 (W.O.)    | Granada              |
| 60   | Logroñés             | 0 – 2           | Valencia             |
| 61   | Hércules             | 1 – 2           | Burgos               |
| 62   | Villanovense         | 2 – 1           | Ibiza                |
| 63   | Deportivo Murcia     | 0 – 10          | Alavés               |
| 64   | Gimnástica Segoviana | 3 – 4           | Sestao               |
| 65   | Atzeneta             | 2 – 1           | Zaragoza             |

## Segunda Fase
Foi disputada por um total de 56 equipes: as 55 equipes provenientes da fase anterior e o Amorebieta. Foram jogadas um total de 28 partidas, entre os dias 22 de novembro e 7 de dezembro de 2023. Os ganhadores avançaram para a Terceira Fase.
| Jogo | Equipe 1            | Placar          | Equipe 2          |
| ---- | ------------------- | --------------- | ----------------- |
| 66   | Zamora              | 1 – 2           | Villarreal        |
| 67   | Atzeneta            | 1 – 2           | Getafe            |
| 68   | Arosa               | 0 – 1           | Valencia          |
| 69   | Espanyol            | 3 – 1           | Valladolid        |
| 70   | Castellón           | 2 – 1           | Real Oviedo       |
| 71   | Barbastro           | 1 – 0           | Almería           |
| 72   | Yeclano             | 0 – 2           | Rayo Vallecano    |
| 73   | Antequera           | 0 – 2           | Huesca            |
| 74   | Deportivo La Coruña | 2 – 3           | Tenerife          |
| 75   | Alcorcón            | 0 – 0 (4–5 pen) | Cartagena         |
| 76   | Terrassa            | 0 – 1           | Alavés            |
| 77   | Andratx             | 0 – 1           | Real Sociedad     |
| 78   | Arenteiro           | 1 – 3           | Burgos            |
| 79   | Unionistas          | 2 – 0           | Sporting de Gijón |
| 80   | Málaga              | 1 – 0           | Eldense           |
| 81   | Villanovense        | 1 – 2           | Betis             |
| 82   | Valle de Egüés      | 0 – 3           | Mallorca          |
| 83   | Lugo                | 2 – 0           | Mirandés          |
| 84   | Levante             | 0 – 1           | Amorebieta        |
| 85   | Atlético Astorga    | 0 – 2           | Sevilla           |
| 86   | Tudelano            | 1 – 2           | Las Palmas        |
| 87   | Arandina            | 2 – 1           | Cádiz             |
| 88   | Linares             | 1 – 3           | Elche             |
| 89   | Racing Ferrol       | 1 – 0           | Leganés           |
| 90   | Melilla             | 1 – 1 (1–4 pen) | Eibar             |
| 91   | Orihuela            | 2 – 5           | Girona            |
| 92   | Cayón               | 0 – 3           | Athletic Bilbao   |
| 93   | Sestao              | 1 – 2           | Celta de Vigo     |

## Terceira Fase
Foi disputada por um total de 32 equipes: as 28 equipes provenientes da fase anterior e os quatro times participantes da Supercopa 2024. O sorteio aconteceu no dia 12 de dezembro de 2023, foram jogadas um total de 16 partidas, nos dias 6, 7 e 8 de janeiro de 2024. Os ganhadores avançaram para às Oitavas de final.
| Jogo | Equipe 1      | Placar          | Equipe 2           |
| ---- | ------------- | --------------- | ------------------ |
| 94   | Lugo          | 1 – 3           | Atlético de Madrid |
| 95   | Espanyol      | 0 – 1           | Getafe             |
| 96   | Elche         | 0 – 2           | Girona             |
| 97   | Huesca        | 0 – 2           | Rayo Vallecano     |
| 98   | Alavés        | 1 – 0           | Betis              |
| 99   | Arandina      | 1 – 3           | Real Madrid        |
| 100  | Amorebieta    | 2 – 4           | Celta de Vigo      |
| 101  | Burgos        | 0 – 3           | Mallorca           |
| 102  | Castellón     | 0 – 1           | Osasuna            |
| 103  | Racing Ferrol | 1 – 2           | Sevilla            |
| 104  | Eibar         | 0 – 3           | Athletic Bilbao    |
| 105  | Cartagena     | 1 – 2           | Valencia           |
| 106  | Barbastro     | 2 – 3           | Barcelona          |
| 107  | Málaga        | 0 – 1           | Real Sociedad      |
| 108  | Tenerife      | 2 – 0           | Las Palmas         |
| 109  | Unionistas    | 1 – 1 (7–6 pen) | Villarreal         |

## Fase final

### Tabelão até a final
|  | Oitavas de final   | Oitavas de final |      |                    | Quartas de final | Quartas de final |  |                    | Semifinais | Semifinais | Semifinais | Semifinais |  |                 | Final | Final |
|  |                    |                  |      |                    |                  |                  |  |                    |            |            |            |            |  |                 |       |       |
|  | Atlético de Madrid | 4                |      |                    |                  |                  |  |                    |            |            |            |            |  |                 |       |       |
|  | Real Madrid        | 2                |      |                    |                  |                  |  |                    |            |            |            |            |  |                 |       |       |
|  | Real Madrid        | 2                |      | Atlético de Madrid | 1                |                  |  |                    |            |            |            |            |  |                 |       |       |
|  |                    |                  |      | Atlético de Madrid | 1                |                  |  |                    |            |            |            |            |  |                 |       |       |
|  |                    | Sevilla          | 0    |                    |                  |                  |  |                    |            |            |            |            |  |                 |       |       |
|  | Getafe             | Sevilla          | 0    | 1                  |                  |                  |  |                    |            |            |            |            |  |                 |       |       |
|  | Getafe             |                  |      | 1                  |                  |                  |  |                    |            |            |            |            |  |                 |       |       |
|  | Sevilla            | 3                |      |                    |                  |                  |  |                    |            |            |            |            |  |                 |       |       |
|  | Sevilla            | 3                |      |                    |                  |                  |  | Atlético de Madrid | 0          | 0          | 0          |            |  |                 |       |       |
|  |                    |                  |      |                    |                  |                  |  | Atlético de Madrid | 0          | 0          | 0          |            |  |                 |       |       |
|  |                    | Athletic Bilbao  | 1    | 3                  | 4                |                  |  |                    |            |            |            |            |  |                 |       |       |
|  | Athletic Bilbao    | Athletic Bilbao  | 1    | 3                  | 4                | 2                |  |                    |            |            |            |            |  |                 |       |       |
|  | Athletic Bilbao    |                  |      |                    |                  | 2                |  |                    |            |            |            |            |  |                 |       |       |
|  | Alavés             | 0                |      |                    |                  |                  |  |                    |            |            |            |            |  |                 |       |       |
|  | Alavés             | 0                |      | Athletic Bilbao    | 4                |                  |  |                    |            |            |            |            |  |                 |       |       |
|  |                    |                  |      | Athletic Bilbao    | 4                |                  |  |                    |            |            |            |            |  |                 |       |       |
|  |                    | Barcelona        | 2    |                    |                  |                  |  |                    |            |            |            |            |  |                 |       |       |
|  | Unionistas         | Barcelona        | 2    | 1                  |                  |                  |  |                    |            |            |            |            |  |                 |       |       |
|  | Unionistas         |                  |      | 1                  |                  |                  |  |                    |            |            |            |            |  |                 |       |       |
|  | Barcelona          | 3                |      |                    |                  |                  |  |                    |            |            |            |            |  |                 |       |       |
|  | Barcelona          | 3                |      |                    |                  |                  |  |                    |            |            |            |            |  | Athletic Bilbao | 1(4)  |       |
|  |                    |                  |      |                    |                  |                  |  |                    |            |            |            |            |  | Athletic Bilbao | 1(4)  |       |
|  |                    | Mallorca         | 1(2) |                    |                  |                  |  |                    |            |            |            |            |  |                 |       |       |
|  | Tenerife           | Mallorca         | 1(2) | 0                  |                  |                  |  |                    |            |            |            |            |  |                 |       |       |
|  | Tenerife           |                  |      | 0                  |                  |                  |  |                    |            |            |            |            |  |                 |       |       |
|  | Mallorca           | 1                |      |                    |                  |                  |  |                    |            |            |            |            |  |                 |       |       |
|  | Mallorca           | 1                |      | Mallorca           | 3                |                  |  |                    |            |            |            |            |  |                 |       |       |
|  |                    |                  |      | Mallorca           | 3                |                  |  |                    |            |            |            |            |  |                 |       |       |
|  |                    | Girona           | 2    |                    |                  |                  |  |                    |            |            |            |            |  |                 |       |       |
|  | Girona             | Girona           | 2    | 3                  |                  |                  |  |                    |            |            |            |            |  |                 |       |       |
|  | Girona             |                  |      | 3                  |                  |                  |  |                    |            |            |            |            |  |                 |       |       |
|  | Rayo Vallecano     | 1                |      |                    |                  |                  |  |                    |            |            |            |            |  |                 |       |       |
|  | Rayo Vallecano     | 1                |      |                    |                  |                  |  | Mallorca           | 0          | 1          | 1(5)       |            |  |                 |       |       |
|  |                    |                  |      |                    |                  |                  |  | Mallorca           | 0          | 1          | 1(5)       |            |  |                 |       |       |
|  |                    | Real Sociedad    | 0    | 1                  | 1(4)             |                  |  |                    |            |            |            |            |  |                 |       |       |
|  | Valencia           | Real Sociedad    | 0    | 1                  | 1(4)             | 1                |  |                    |            |            |            |            |  |                 |       |       |
|  | Valencia           |                  |      |                    |                  | 1                |  |                    |            |            |            |            |  |                 |       |       |
|  | Celta de Vigo      | 3                |      |                    |                  |                  |  |                    |            |            |            |            |  |                 |       |       |
|  | Celta de Vigo      | 3                |      | Celta de Vigo      | 1                |                  |  |                    |            |            |            |            |  |                 |       |       |
|  |                    |                  |      | Celta de Vigo      | 1                |                  |  |                    |            |            |            |            |  |                 |       |       |
|  |                    | Real Sociedad    | 2    |                    |                  |                  |  |                    |            |            |            |            |  |                 |       |       |
|  | Osasuna            | Real Sociedad    | 2    | 0                  |                  |                  |  |                    |            |            |            |            |  |                 |       |       |
|  | Osasuna            |                  |      | 0                  |                  |                  |  |                    |            |            |            |            |  |                 |       |       |
|  | Real Sociedad      | 2                |      |                    |                  |                  |  |                    |            |            |            |            |  |                 |       |       |

### Oitavas de final
| Jogo | Equipe 1           | Placar | Equipe 2       |
| ---- | ------------------ | ------ | -------------- |
| 110  | Atlético de Madrid | 4 – 2  | Real Madrid    |
| 111  | Getafe             | 1 – 3  | Sevilla        |
| 112  | Athletic Bilbao    | 2 – 0  | Alavés         |
| 113  | Unionistas         | 1 – 3  | Barcelona      |
| 114  | Tenerife           | 0 – 1  | Mallorca       |
| 115  | Girona             | 3 – 1  | Rayo Vallecano |
| 116  | Valencia           | 1 – 3  | Celta de Vigo  |
| 117  | Osasuna            | 0 – 2  | Real Sociedad  |

### Quartas de final
| Jogo | Equipe 1           | Placar | Equipe 2      |
| ---- | ------------------ | ------ | ------------- |
| 118  | Atlético de Madrid | 1 – 0  | Sevilla       |
| 119  | Athletic Bilbao    | 4 – 2  | Barcelona     |
| 120  | Mallorca           | 3 – 2  | Girona        |
| 121  | Celta de Vigo      | 1 – 2  | Real Sociedad |

### Semifinais
| Jogos   | Equipe 1           | Total           | Equipe 2        | Jogo 1 | Jogo 2 |
| ------- | ------------------ | --------------- | --------------- | ------ | ------ |
| 122/124 | Atlético de Madrid | 0 – 4           | Athletic Bilbao | 0 – 1  | 0 – 3  |
| 123/125 | Mallorca           | 1 – 1 (5–4 pen) | Real Sociedad   | 0 – 0  | 1 – 1  |

### Final
| 6 de abril de 2024 | Athletic Bilbao | 1 – 1 | Mallorca      | La Cartuja, Sevilha                |
| 22:00 (UTC+2)      | Sancet 50'      |       | 21' Rodríguez | Árbitro: José Luis Munuera Montero |

|                                |       | Penalidades                      |  |
| García Muniain Vesga Berenguer | 4 – 2 | Muriqi Morlanes Radonjić Sánchez |  |

## Premiação
| Copa del Rey 2023-24                 |
| ------------------------------------ |
| Athletic Bilbao Campeão (24º título) |